# Adri Schoeman
Adri de Jongh Schoeman (* 13. Juli 1970) ist eine ehemalige südafrikanische Leichtathletin, die sich auf den Sprint spezialisiert hat. Ihre größten Erfolge feierte sie mit drei Medaillen in Staffelbewerben bei Afrikameisterschaften.

## Sportliche Laufbahn
Erste internationale Erfahrungen sammelte Adri Schoeman vermutlich im Jahr 1993, als sie bei den Afrikameisterschaften in Durban mit der südafrikanischen 4-mal-400-Meter-Staffel in 3:37,24 min gemeinsam mit Evette de Klerk, Lana Uys und Marinda Fourie die Silbermedaille hinter dem nigerianischen Team gewann. Im Jahr darauf startete sie bei den Commonwealth Games in Victoria und schied dort mit 24,03 s im Halbfinale im 200-Meter-Lauf aus und auch über 400 Meter verpasste sie mit 54,01 s den Finaleinzug. 1997 gelangte sie bei den Weltmeisterschaften in Athen im 400-Meter-Lauf bis ins Viertelfinale und konnte dort ihren Lauf nicht beenden. 2004 gewann sie dann bei den Afrikameisterschaften in Brazzaville in 44,42 s gemeinsam mit Dikeledi Moropane, Heide Seyerling und Geraldine Pillay die Silbermedaille in der 4-mal-100-Meter-Staffel hinter dem nigerianischen Team und in der 4-mal-400-Meter-Staffel musste sie sich in 3:30,12 min gemeinsam mit Surita Febbraio, Heide Seyerling und Estie Wittstock nur dem Team aus dem Senegal geschlagen geben. 2006 schied sie bei den Commonwealth Games in Melbourne mit 53,03 s im Halbfinale über 400 Meter aus und wurde mit der 4-mal-400-Meter-Staffel im Finale disqualifiziert. Im selben Jahr beendete sie ihre aktive sportliche Karriere im Alter von 36 Jahren, wagte 2009 und 2015 ein Comeback auf nationaler Ebene.
In den Jahren von 1996 bis 1998 wurde Schoeman südafrikanische Meisterin im 400-Meter-Lauf sowie 1997 auch über 200 Meter. Zudem wurde sie 2015 Landesmeisterin in der 4-mal-100-Meter-Staffel.

## Persönliche Bestleistungen
- 200 Meter: 22,82 s (+1,2 m/s), 1. Februar 1997 in Pretoria
- 400 Meter: 50,73 s, 14. April 1996 in Johannesburg